# Élections législatives taïwanaises de 2016
Les élections législatives taïwanaises de 2016 se déroulent en République de Chine (Taïwan) le 16 janvier 2016, le même jour que l'élection présidentielle pour élire les 113 membres du Yuan législatif, le parlement taïwanais,.

## Système électoral

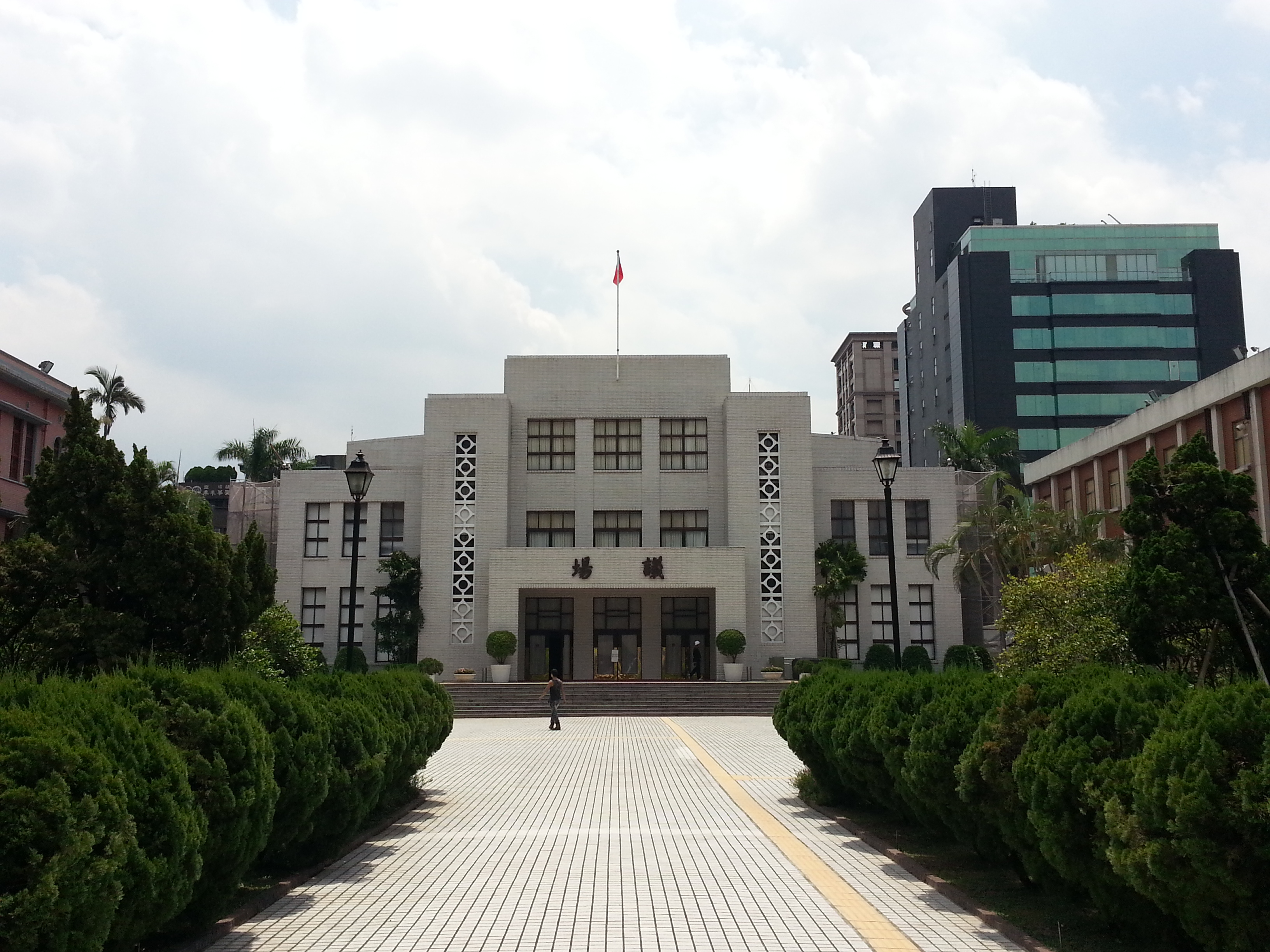
Entrée du parlement.

La République de Chine est dotée d'un parlement unicaméral, le Yuan législatif, composé de 113 sièges pourvus pour quatre ans selon un système mixte. Sur ce total, 79 sièges sont ainsi pourvus au scrutin majoritaire, dont 73 au scrutin uninominal majoritaire à un tour dans autant de circonscriptions et 6 sièges au vote unique non transférable dans deux circonscriptions de trois sièges chacune, ces dernières étant réservées aux citoyens aborigènes. Les électeurs disposent d'autant de voix que de sièges que de sièges à pourvoir dans leurs circonscription, et les candidats arrivés en tête sont déclarés élus.
Enfin, les 34 sièges restants sont pourvus au scrutin proportionnel plurinominal avec listes fermées et seuil électoral de 5 % dans une unique circonscription nationale. Après décomptes des voix, les sièges sont répartis entre tous les partis ayant franchi le seuil électoral selon la méthode du plus fort reste, en appliquant le quota de Hare. Un quota de 50 % de députés de l'un ou l'autre sexe est appliqué sur les sièges ainsi élus à la proportionnelle,.

## Résultats
| Suffrages exprimés           | Suffrages exprimés | Suffrages exprimés | 10 937 168 |             | 113 sièges à pourvoir | 113 sièges à pourvoir |
|                              |                    |                    |            |             |                       |                       |
| Liste                        | Tête de liste      |                    | Suffrages  | Pourcentage | Sièges acquis         | Var.                  |
| Parti démocrate progressiste | Néant              |                    | 5 370 953  | 49,11 %     | 68 / 113              | 28                    |
| Kuomintang                   | Néant              |                    | 3 280 949  | 30 %        | 35 / 113              | 29                    |
| Parti du nouveau pouvoir     | Néant              |                    | 744 315    | 6,81 %      | 5 / 113               | 5                     |
| Qinmindang                   | Néant              |                    | 794 838    | 7,27 %      | 3 / 113               | en stagnation         |
| Coalition pan-verte          | Néant              |                    | 77 672     | 0,71 %      | 1 / 113               | 1                     |
| Indépendants                 | Néant              |                    | 668 441    | 6,11 %      | 1 / 113               | 1                     |